# Henri Willems
Henri P. Willems (30 september 1899 - ) was een Belgisch bobsleeër in de jaren twintig van de twintigste eeuw. 

## Levensloop
Hij won samen met René Mortiaux, Charles Mulder, Paul Van den Broeck en Victor Verschueren een bronzen medaille met een 4/5-mans bobslee in de Olympische Winterspelen 1924 in Chamonix. De ploeg behaalde de enige medailles van de Belgische equipe bestaande uit 30 mannen en één vrouw.